# 順正寺 (世田谷区)
順正寺（じゅんしょうじ）は、東京都世田谷区にある浄土真宗系の単立寺院。「烏山寺町」を構成する26の寺院の1つである。

## 概要
鎌倉時代に開山された。開基は善廓。
元々は赤坂一ツ木（現・東京都港区赤坂）に位置していた。1618年（元和4年）の火災で焼失し、1624年（寛永元年）に再建された。当時の住職了圓を中興としている。その後、1655年（明暦元年）に鮫河橋（現・新宿区若葉・南元町付近）に移転し、1721年（享保6年）に千駄ヶ谷（現・渋谷区千駄ヶ谷）に移転した。
1930年（昭和5年）、都市再開発事業のため、現在地に移転した。
本尊の阿弥陀如来立像は恵心僧都源信の作といわれている。

## 交通アクセス
- 京王線千歳烏山駅バス停留所から関東バス烏０１「久我山病院」行き乗車、「西連寺前」バス停留所下車徒歩１分。
- 京王線千歳烏山駅より徒歩1２分。
- 京王井の頭線久我山駅より徒歩1２分。